# Samo Zver
Samo Zver, slovenski zdravnik hematolog, * 8. april 1966, Ljubljana.
Samo Zver je specialist hematologije, profesor na Medicinski fakulteti Univerze v Ljubljani in od leta 2017 predstojnik Kliničnega oddelka za hematologijo v Univerzitetnem kliničnem centru Ljubljana.

## Življenje in delo
Rodil se je v Ljubljani. S študijem medicine na medicinski fakulteti v Ljubljani je začel v šolskem letu 1986/87. Študij je končal leta 1993, nato opravljal pripravništvo v zdravstvenem domu Ljubljana in se leta 1994 zaposlil na Kliničnem oddelku za hematologijo univerzitetnega kliničnega centra v Ljubljani. Specialistični izpit iz interne medicine je opravil leta 1998. Kasneje mu je bila na podlagi strokovnega dela in izkušenj priznana še specializacija iz hematologije. Od leta 2017 vodi Klinični oddelek za hematologijo.
Leta 2008 se je habilitiral kot docent na Univerzi v Ljubljani, leta 2013 kot izredni in leta 2022 kot redni profesor. Leta 2021 je prejel nagrado evropskega parlamenta državljan Evrope za prizadevanje na področju zdravljenja rakavih bolezni.
Poleg strokovnega dela je znan po glasnem opozarjanju na nepravilnosti v zdravstvu. Dvakrat je bil nominiran za Delovo osebnost leta, to je v letih 2021 in 2024, drugič je naziv tudi prejel.

## Zasebno
Že leta boleha za parkinsonovo boleznijo.